# Genealogia deorum gentilium
(Genealogia deorum gentilium, libro I, proemio; testo latino a cura di Vincenzo Romano; traduzione italiana di Giuseppe Betussi.)
La Genealogia deorum gentilium è un'opera di Giovanni Boccaccio, scritta in latino in 15 libri, in cui sono interpretati allegoricamente molti miti delle divinità pagane. Nel trattato si cerca di mettere ordine sugli aggrovigliati rapporti di parentela tra le divinità del classico pantheon dell'antica Grecia e di Roma.
Nella Prefazione l'autore asserisce di aver intrapreso il progetto su richiesta di Ugo IV di Cipro. La prima redazione del trattato, frutto di un lavoro protrattosi per un decennio, è del 1360; seguì poi una seconda edizione (1365/1370), ma successivamente Boccaccio continuò ad aggiornare l'opera fino alla propria morte (1375). L'editio princeps è del 1472, ma il successo dell'opera è legato soprattutto alla traduzione in volgare di Giuseppe Betussi, pubblicata la prima volta nel 1547 e più volte ristampata .
Durante la vita del Boccaccio era diffusa l'opinione che la sua opera principale e quella da cui avrebbe tratto fama fosse la Genealogia deorum gentilium, mentre le opere in volgare erano trascurate.

## Edizioni
- Genealogię deorum gentilium ad Vgonem inclytum Hierusalem & Cypri regem secundum Iohannem Boccatium de certaldo liber primus incipit feliciter, Venetiis impressum, hec Vindellinus signis qui impressit ahenis se tibi commendat familiamque suam, 1472.
- Genealogie[5] deorum gentilium libri, a cura di Vincenzo Romano, 2 voll., Bari, G. Laterza, 1951 (Scrittori d'italia, 200-201).
- Genealogia deorum gentilium, in Opere in versi; Corbaccio; Trattatello in laude di Dante; Prose latine; Epistole, a cura di Pier Giorgio Ricci, Napoli, R. Ricciardi, 1965, pp. 894-1063.

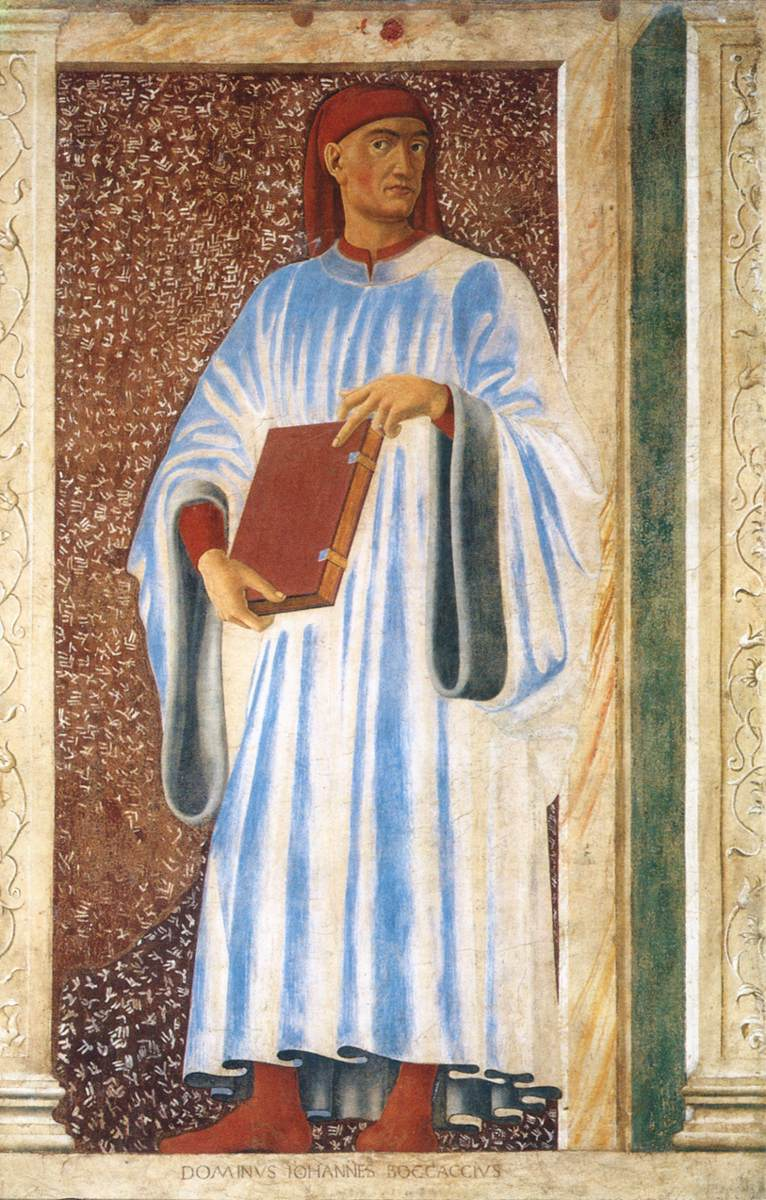
Giovanni Boccaccio

### Traduzioni
- Geneologia degli Dei. I quindeci libri di m. Giovanni Boccaccio sopra la origine et discendenza di tutti gli Dei de' gentili, con la spositione & sensi allegorici delle fauole, & con la dichiaratione dell'historie appartenenti à detta materia. Tradotti et adornati per messer Givseppe Betvssi da Bassano, In Vinegia, al segno del pozzo, 1547 (Stampato in Vinegia, per Comino da Trino di Monferrato, 1547).